# Eine wen iig, dr Dällebach Kari
Eine wen iig, dr Dällebach Kari ist ein Schweizer Kinofilm. Er erzählt das Leben des Berner Stadtoriginals Karl Tellenbach. Die Umsetzung beruht auf dem 2006 im Theater Gurten aufgeführten Theaterstück Dällebach Kari von Livia Anne Richard.

## Handlung
Kari Tellenbach wird mit einer Hasenscharte geboren. Seine Mutter päppelt ihn auf wie einen kleinen Vogel, der aus dem Nest gefallen ist. Als junger Mann wird Kari Friseur und erobert trotz seiner Behinderung mit seinem Witz, seinem Charme und seiner Feinfühligkeit das Herz der schönen, reichen Annemarie. Sein Glück scheint beinahe perfekt, doch haben Annemaries bürgerliche Eltern für ihre Tochter andere Pläne.

## Hintergrund
Die Premiere des Films bildete am 19. Januar 2012 den Auftakt der 47. Solothurner Filmtage.